# ماتساکابانجا
ماتساکابانجا (به لاتین: Matsakabanja) یک منطقهٔ مسکونی در ماداگاسکار است که در بخش میتسینجو واقع شده‌است. ماتساکابانجا ۱۸٬۰۰۰ نفر جمعیت دارد و ۷ متر بالاتر از سطح دریا واقع شده‌است.